# Cento Camerelle
Il complesso Cento Camerelle è un monumento archeologico romano sito nel comune di Bacoli, nella Città metropolitana di Napoli.
È un impianto idrico dotato di due cisterne, una al piano superiore e l’altra al piano inferiore, costruite in epoche diverse.

## Storia
Era un edificio appartenente inizialmente al console romano Quinto Ortensio Ortalo. L'edificio fu poi acquistato da Antonia minore, madre dell'imperatore Claudio. Sarebbe in seguito appartenuta a Nerone, ed infine a Vespasiano. Costruito in età repubblicana a Miseno, a picco sul mare del golfo di Napoli. Il nome attuale le fu attribuito nel tardo Seicento e in quello stesso periodo venne riconosciuta col nome di "Prigioni di Nerone".

## Struttura
L'edificio ha una pianta rettangolare e consta di numerosi vani, distribuiti in altezza su tre-quattro piani interamente scavata nel tufo. La complessità della distribuzione delle stanze gli ha valso l'appellativo, nella tradizione locale, di "Prigioni di Nerone". La struttura muraria è realizzata in opus reticulatum e, così come i pilastri, è rivestita di materiale impermeabilizzante.
Strutturato in una serie di cisterne, è caratterizzato da due parti sovrapposte appartenenti ad epoche diverse.
L'edificio superiore presenta un ampio serbatoio di età imperiale, di tipo "a camera con volta a botte". Le quattro navate, anch'esse con la volta a botte, sono scavate per 2 metri nel tufo. Tutto il piano superiore è databile al I secolo d.C.
Al livello inferiore è possibile individuare una rete di cunicoli per l'approvvigionamento idrico, databile all'età repubblicana. Un corridoio affaccia sul mare del golfo di Pozzuoli. Sul fianco della collina, sono presenti resti di antiche strutture romane (ninfei o altre strutture, in parte sommerse).